# Аеропорт Манчестер (станція)
53°21′54″ пн. ш. 2°16′23″ зх. д. / 53.365° пн. ш. 2.2730555555556° зх. д.

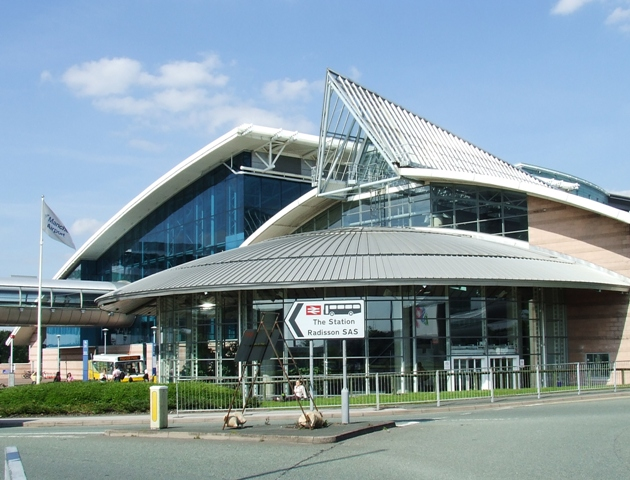
Екстер'єр вокзалу станції Аеропорт Манчестер

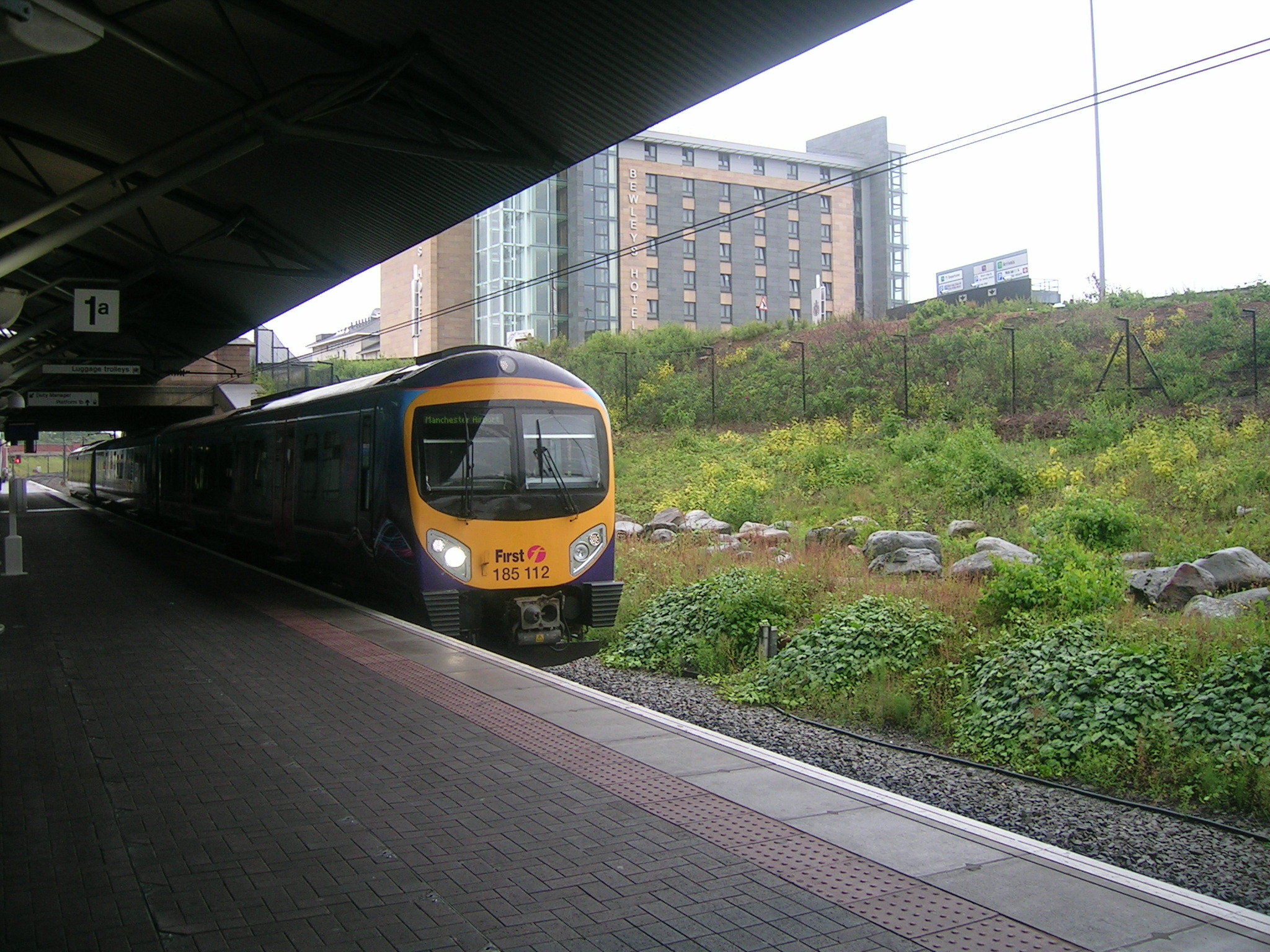
TransPennine Express Class 185 на платформі 2, що прибуває зі станції Манчестер-Пікаділлі

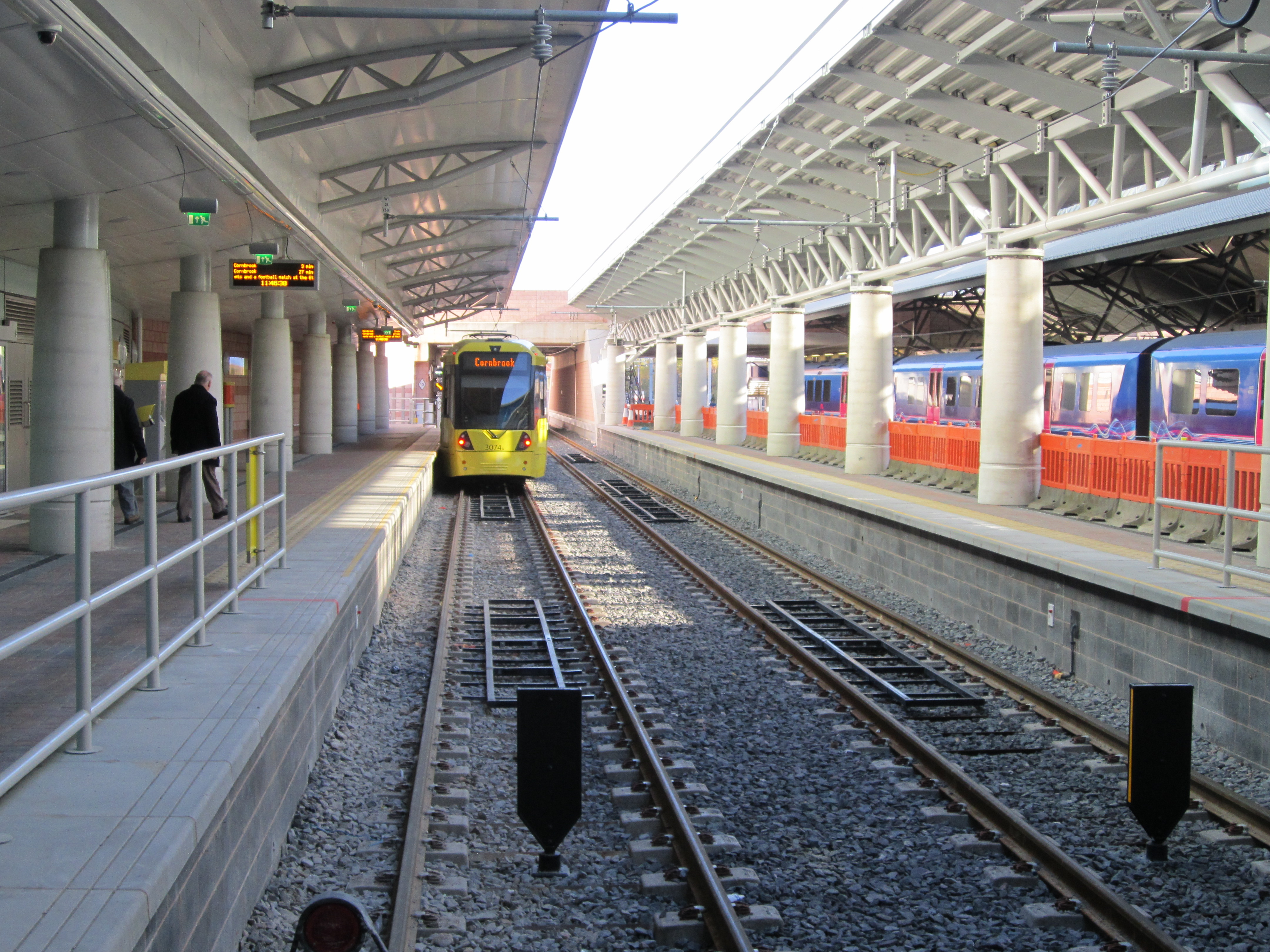
Потяг Manchester Metrolink на станції Аеропорт Манчестер

Аеропорт Манчестер — штадтбан/залізнична станція, що обслуговує аеропорт Манчестер, Англія. Відкрито одночасно з другим терміналом аеропорту в 1993 році. У листопаді 2014 року було під'єднано штадтбан Manchester Metrolink.
Станція розташована за 15,7 км на південь від станції Манчестер-Пікаділлі у тупику відгалуження від Styal Line, побудованого British Rail в 1993 році.
Тупикова станція має 4 колії та 2 острівні платформи. Знаходиться між терміналами 1 і 2, сполучена з терміналами теплими переходами обладнаними траволаторами. 
Залізничні потяги що прибувають на станцію є під орудою Northern, TransPennine Express, Arriva Trains Wales.
Потяги штадтбану вирушають від станції що 12 хвилин у напрямку станції Манчестер-Вікторія.

### Залізниця
- TransPennine Express Official web site [Архівовано 14 серпня 2020 у Wayback Machine.]

### Metrolink
- Metrolink airport line extension proposals, TfGM
- Metrolink stop information [Архівовано 29 січня 2018 у Wayback Machine.]
- Manchester Airport area map [Архівовано 29 січня 2018 у Wayback Machine.]
- Manchester Airport Metrolink station plans [Архівовано 29 січня 2018 у Wayback Machine.]

| Попередня станція   | Перевізник | Перевізник                                         | Перевізник | Наступна станція                |
| ------------------- | ---------- | -------------------------------------------------- | ---------- | ------------------------------- |
| Іст-Дідсбері        |            | Arriva Trains Wales Залізниця Честер — Манчестер   |            | Кінцева                         |
| Манчестер-Пікаділлі |            | TransPennine Express Thameslink                    |            | Кінцева                         |
| Гелд-Грін           |            | TransPennine Express South TransPennine            |            | Кінцева                         |
| Гелд-Грін           |            | TransPennine Express TransPennine North West       |            | Кінцева                         |
| Манчестер-Пікаділлі |            | Northern Electrics Залізниця Ліверпуль — Манчестер |            | Кінцева                         |
| Манчестер-Пікаділлі |            | Northern (Arriva) Залізниця Ліверпуль — Манчестер  |            | Кінцева                         |
| Гелд-Грін           |            | Northern (Arriva)                                  |            | Кінцева                         |
| Манчестер-Пікаділлі |            | Northern (Arriva) Залізниця Манчестер — Саутпорт   |            | Кінцева                         |
| Стял                |            | Northern (Arriva) Залізниця Стял                   |            | Кінцева                         |
| Вілмслоу            |            | Northern (Arriva) Залізниця Стял                   |            | Кінцева                         |
| Гелд-Грін           |            | Northern (Arriva) Залізниця Стял                   |            | Кінцева                         |
| Кінцева             |            | Manchester Metrolink                               |            | Шедоумосс до Дінсгейт-Каслфілд  |
| Кінцева             |            | Manchester Metrolink                               |            | Шедоумосс до Манчестер-Вікторія |

1. ↑  Railway Codes and Other Data: A (Hopefully) Comprehensive Listing / P. Deaves